# Eucalyptus preissiana
Espèce
Classification phylogénétique
Eucalyptus preissiana est une espèce de plantes à fleurs de la famille des Myrtaceae. C'est un arbre ou un arbuste originaire d'Australie.
Il est également connu sous le nom d'eucalyptus à fruits en clochette (Bell fruits Mallee).
Il pousse dans une zone située entre Albany et Esperance en Australie-Occidentale.
Il s'agit d'un eucalyptus de type mallee avec une écorce lisse, grise, qui pousse habituellement entre 2 et 3 mètres de hauteur. Les feuilles sont grandes, ovales, épaisses et à bout arrondi. Il produit de grandes fleurs jaunes sur les pédoncules épais de la fin de l'hiver à la fin du printemps. Les bourgeons sont des cupules arrondies de couleur rouge et les fruits sont de grande taille et en forme de cloche. Les fleurs sont jaunes et apparaissent entre août et novembre (de la fin de l'hiver à la fin du printemps) dans son aire de répartition.
On en distingue classiquement deux sous-espèces :
- E. preissiana subsp. lobata Brooker & Slee
- E. preissiana Schauer subsp. preissiana